# Kazakowskoje
Kazakowskoje (ros. Казаковское) – wieś (sieło) w Rosji, w obwodzie swierdłowskim, w rejonie talickim. W 2010 liczyła 533 mieszkańców.